# Хайнрих Вилхелм фон Золмс-Вилденфелс
Ото Хайнрих Вилхелм фон Золмс-Вилденфелс (на немски: Otto Heinrich Wilhelm zu Solms-Wildenfels; * 16 май 1675, Вилденфелс; † 15 септември 1741, Вартенберг, Олешница, Полша) е граф на Золмс-Вилденфелс, господар на Вилденфелс, Заксенфелд, Билиц и пруски генерал-майор.

## Биография
Той е най-малкият син на граф Йохан Фридрих фон Золмс-Барут-Вилденфелс-Лаубах (1625 – 1696) и графиня Бенигна фон Промниц (1648 – 1702), дъщеря на граф Зигмунд Зайфрид фон Промниц (1595 – 1654) и втората му съпруга графиня Катарина Елизабет фон Шьонбург-Лихтенщайн (1625 – 1656). Брат е на граф Фридрих Ернст фон Золмс-Лаубах (1671 – 1723) и Карл Ото (1673 – 1743), граф на Золмс-Лаубах-Утфе и Текленбург.
През 1680 г. Хайнрих Вилхелм е изпратен с братята му заради чумата от Вилденфелс в Лаубах. Той става военен. На 15 октомври 1709 г. купува господството Вилденфелс. Същата година той е генерал-майор. През 1722 г. купува чифлика Заксенфелд при Шварценберг в Ерцгебирге, а през 1724 г. чифлика Щайнбрюкен при Гера.

## Фамилия
Първи брак: на 12 март 1703 г. в Кьонигсберг с графиня Хелена Доротея Трушсес фон Валдбург (* 2 май 1680, Кьонигсберг; † 15 юли 1712, Кьонигсберг), дъщеря на генерал-майор Гранд Трушсес граф Волфганг Кристоф фон Валдбург (1643 – 1688) и Луиза Катарина фон Раутер (1650 – 1703). Тя наследява от майка си канала Фридрихсграбен между Лабиау и Кьонигсберг и получава митата от него. След смъртта на Хелена Доротея крал Фридрих Вилхелм I купува правата за 30 000 талера.
Двамата имат 8 деца:
- Фридерика Вилхелмин Луиза (1703 – 1728)
- Фридрих Магнус (1705 – 1711)
- Хайнрих Карл (1706 – 1746), граф на Золмс-Вилденфелс, женен на 11 ноември 1738 г. в Нимвеген, Нидерландия, за графиня Албертина Шарлота фон Биландт-Палстеркамп (1721 – 1799)
- Фридрих Лудвиг (1708 – 1789), граф на Золмс и Текленбург цу Заксенфелд, руски офицер, женен на 14 декември 1739 г. в Киев за графиня Луиза Доротея фон Мюних (1710 – 1775)
- Хелена Агнес (1707 – 1735), омъжъна на 11 август 1729 г. в Билиц за граф Хайнрих Леополд фон Райхенбах-Гошюц (1705 – 1775)
- София Шарлота (1709 – 1786), монахиня в Херфорд 1738
- Елеонора Амалия (1711 – 1761), омъжена 1742 (развод 1749) за фрайхер Йохан Карл фон Моравитцки (1711 – 1782)
- Фридрих Кристоф (1712 – 1792), генерал на пехотата, женен I. на 17 януари 1750 г. в Одерберг за графиня Йохана Елеонора Йозефа Хенкел фон Донерсмарк (1710 – 1774), вдовица на Христиан Ернст фон Золмс-Барут (1706 – 1748), II. на 15 април 1777 г. за графиня Йохана Мария Фридерика фон Льозер (1741 – 1807)

Втори брак: на 16 април 1713 г. в Шлобитен с бургграфиня и графиня София Албертина фон Дона (* 12 август 1674, Копет, Швейцария; † 23 септември 1746, Шлобитен), дъщеря на Фридрих фон Дона (1621 – 1688), сеньор де Копет, бургграф на Берна, щатхалтер на Княжество Оранж (1648 – 1660). Те имат една дъщеря:
- Фридерика Амалия Албертина (1714 – 1755), омъжена на 18 октомври 1734 г. във Вилденфелс за бургграф и граф Кристоф II фон Дона-Шлодиен (1702 – 1782, Берлин)